# Hof van Hoogstraten (Antwerpen)
Het Hof van Hoogstraten was een adellijk herenhuis gelegen in het Sint-Andrieskwartier in Antwerpen. 

## De naam Salm-Salmstraat is het enige wat rest
De Salm-Salmstraat kreeg haar naam in 1877. Ze werd vernoemd naar de adellijke familie van Salm-Salm die er het Hof van Hoogstraten had. Het behoorde in die tijd toe aan Konstantijn van Salm-Salm. In het stadsarchief bestaat er nog een potloodtekening van dit herenhuis uit 1855. Het was gelegen tussen de Nationalestraat, de Sint-Andriesstraat, de Pompstraat en de Franckenstraat. Het was een groot vierkant gebouw met een binnenkoer. In 1889 werd het Hof afgebroken en er kwamen gewone huizen in de plaats. 

## Annexatie door Franse bezetter
Eind 1792 kwam het Franse leger een eerste keer in Antwerpen. In het Hof van Hoogstraten werd de overgave van de stad Antwerpen getekend, maar de bezetting van de Fransen was van korte duur. In maart 1793 waren ze al terug weg. De hertog nam zijn Hof weer in gebruik. Hij stelde het al op 7 en 8 april 1793 ter beschikking van de overheid voor een belangrijke vergadering tussen Oostenrijk, Nederland, Pruisen, Spanje en Engeland. Frankrijk had namelijk op 2 maart zijn vorstendom Salm-Salm geannexeerd. Dit tezamen met de overgave van Antwerpen was een sterke blamage. De hoofdverblijfplaats van de hertog van Salm-Salm was in Senones in Frankrijk. Hij bracht zoveel mogelijk van zijn bezittingen van Senones en Hoogstraten in veiligheid in zijn kasteel in Anholt. Dit was zo ver mogelijk weg van Frankrijk. De belangrijkste schilderijen, boeken en wandtapijten werden op karren geladen. Deze schilderijen behoren nu tot de grootste privéverzamelingen in Duitsland. Uiteindelijk kwamen de Fransen in 1794 ook in Hoogstraten terecht waar ze een leeg kasteel aantroffen. Het kasteel werd bij verordening in 1796 geconfisqueerd en als kazerne gebruikt. Later werd het een bedelaarsoord. Het Hof van Hoogstraten in Antwerpen werd als 'emigrantengoed' mee geconfisqueerd. In 1810 werd het Hof overgedragen aan de stad Antwerpen. Het bleef wel onder beschikking van de Franse genie-commandant, die er ook zijn bureaus en magazijnen had.

## De hertog kan niet meer terug
De hertog kreeg in ruil voor zijn verliezen in de Zuidelijke Nederlanden compensaties in Duitsland. Zijn gronden had hij nog in privébezit, en ook mocht hij zijn titel behouden. De goede relaties met Antwerpen mochten wel blijken uit het feit dat de zoon van de hertog, Florentijn, later nog kandidaat gesteld werd door de Antwerpse notabelen om koning van België te worden. Helaas voor hem was het Leopold I die het pleit won. Zijn kandidatuur haalde het niet omdat hij enkel in het Antwerpse gekend was. In feite had hij de banden met dit landsdeel al doorgeknipt. 

## Het Hof van Hoogstraten werd een gevangenis
Na de Belgische Revolutie huurde de Belgische Staat het gebouw en werd het een burgerlijke en militaire gevangenis tot 1857. Daarna nam de gevangenis in de Begijnenstraat deze functie over. Het kasteel in Hoogstraten is sinds 1931 ook een gevangenis. 